# Дом рождения Джона Куинси Адамса
Дом рождения Джона Куинси Адамса (англ. John Quincy Adams Birthplace) — дом-музей, в котором родился 6-й президент США Джон Куинси Адамс, расположенный в городе Куинси, штат Массачусетс. Семья Адамсов жила в этом доме в то время, когда Джон Адамс помогал основать Соединённые Штаты, работая рад Декларацией независимости. Его собственное место рождения находится всего в 23 метрах от данного дома, на том же участке.
Дом представляет собой 2-этажную деревянную каркасную конструкцию, обшитую деревянной вагонкой. На каждом из двух этажей есть две основные комнаты, по одной по обе стороны от центрального камина, и ещё две комнаты в пристройке на первом этаже. Главный фасад имеет ширину в три пролёта с входом в центре. Проём обрамлен пилястрами и увенчан антаблементом и треугольным фронтоном. Аналогичный вход находится в юго-восточном углу здания.

## История
Дом был построен в 1717 году. Этот дом был куплен в 1744 году дьяконом Джоном Адамсом и, вероятно, был расширен им, добавив комнаты по другую сторону дымохода. Он передал дом своему сыну Джону, будущему второму президенту, в 1761 году. Адамс-младший переехал в дом в 1764 году. Примерно в это же время была добавлена обшивка, а также обшивка дверей и второй вход.
Джон и Эбигейл Адамсы владели данным домом до 1783 года, после чего он был сдан в аренду арендаторам. Джон Куинси Адамс приобрёл этот дом и соседнее место рождения своего отца в 1803 году и жил в этом доме с 1805 по 1807 год. Дома сдавались в аренду арендаторам до 1885 года, когда большая часть окрестных земель была продана. В 1895 году Чарльз Фрэнсис Адамс-младший разрешил Историческому обществу Куинси использовать дом в качестве штаб-квартиры. В 1940 году дом был продан городу Куинси, который по-прежнему сдавал его в аренду Историческому обществу.
19 декабря 1960 года дом был объявлен национальным историческим памятником США. 15 октября 1966 году дом был добавлен в Национальный реестр исторических мест.
Два дома Адамсов, в частности особняк Писфилд, в настоящее являются частью Национального исторического парка Адамса, управляются Службой национальных парков и открыты для экскурсий.